# Teryl Rothery
Teryl Rothery (Vancouver, 1962. november 9. – ) kanadai színésznő.

## Életpályája
Karrierje a Bye Bye Birdie című musicallel kezdődött tizenhárom éves korában, és akkor ismerték fel, hogy kamera elé való, mikor a CBC Halloween-i Boo különkiadásában játszott tizennyolc éves korában.
Legismertebb szerepe dr. Janet Fraiser a Csillagkapu című filmsorozatban 1997-től 2004-ig (és vendégszereplőként 2006-ban). Számos másik sci-fi-sorozatban is szerepelt, például az X-aktákban, az Végső határokban, Az első hullámban, a Jeremiahban, a M.A.N.T.I.S.-ban, és sok másikban.
Szinkronszínészként is dolgozik.

## Szerepei
- Kyle XY – Amanda Bloom anyja.
- Exosquad – Maggie Weston hangja (1993–1995).
- Barbie: Mermaidia – Pink Merfairy.
- Csillagkapu – Dr. Janet Fraiser, valamint Heimdall hangja a Felismerések című részében
- Inuyasha – Princess Abi